# Proszynskiana deserticola
Proszynskiana deserticola är en spindelart som beskrevs av Dmitri Viktorovich Logunov 1996. Proszynskiana deserticola ingår i släktet Proszynskiana och familjen hoppspindlar. Inga underarter finns listade i Catalogue of Life.